# Casper Hoogenraad
Casper C. Hoogenraad (* 31. Januar 1973 in Delft) ist ein niederländischer Zellbiologe, der im Bereich Neurowissenschaften arbeitet. Im Fokus seiner Arbeit stehen die molekularen und zellulären Mechanismen, die die Entwicklung und die Funktion des Gehirns steuern.

## Biographie
Casper Hoogenraad kam 1973 in Delft zur Welt und wuchs im südholländischen Gouda auf. Er erwarb 1994 einen Bachelor in Biochemie an der Erasmus-Universität Rotterdam und 1996 einen Master in Molekularbiologie an der Universität Utrecht. Er promovierte 2001 in Zellbiologie wiederum in Rotterdam.
Von 2002 bis 2007 arbeitete Hoogenraad auf einer Postdoc-Forschungsstelle am Massachusetts Institute of Technology (MIT) in Cambridge, USA. 2005 trat er als außerordentlicher Professor in der Abteilung für Neurowissenschaften in die Fakultät des Erasmus University Medical Center in Rotterdam ein. 2011 wechselte er als ordentlicher Professor für Molekulare Neurowissenschaften an die Universität Utrecht, wo er 10 Jahre lang den Lehrstuhl für Zellbiologie, Neurobiologie und Biophysik bekleidete. Seit 2021 ist er außerordentlicher Professor in der Abteilung für Biochemie und Biophysik an der University of California, San Francisco (UCSF).
Hoogenraad entdeckte molekulare Mechanismen und zellbiologische Prozesse, die den Umbau des Zytoskeletts und den Ladungstransport während der Entwicklung und Funktion des Gehirns steuern. Hoogenraad publizierte umfangreich zu synaptischen Funktionen, Neuroplastizität, neuronale Polarität, Mechanismen der Organellensortierung, die Umgestaltung des Zytoskeletts, Mikrotubuli-Dynamik, Transportmechanismen, axonale Regeneration und Neurodegeneration.
2017 stieg Hoogenraad bei Genentech, das zur Hoffmann-La-Roche-Gruppe gehört, als Senior Fellow und Leiter der Neurowissenschaften ein. Seit Januar 2020 ist er Vize-Präsident bei Genentech Research and Early Development.
Casper Hoogenraad ist Mitherausgeber des Fachjournals Neuron und im wissenschaftlichen Beirat des The EMBO Journals.

## Auszeichnungen (Auswahl)
- 2021 Aufnahme in den Beirat der American Society for Cell Biology (ASCB)
- 2015 Aufnahme in die European Molecular Biology Organization[8]
- 2016 IBRO-Kemali-Preis[9]
- 2013 Aufnahme als consolidator grant in den Europäischen Forschungsrat (ERC)
- 2011 Aufnahme in die Young Academy der Königlich Niederländische Akademie der Wissenschaften[10]

## Wissenschaftliche Öffentlichkeitsarbeit
2013 veröffentlichte sein Labor einen Animationsfilm mit dem Titel "A Day in the Life of a Motor Protein" (Ein Tag im Leben eines Motorproteins), der auf YouTube mehr als 2,7 Millionen Mal aufgerufen wurde. In diesem Fünf-Minuten-Film folgen wir „John“, einem Motorprotein, das ein großes Paket durch die engen Straßen der Stadt Utrecht transportieren muss, um die Bedeutung und die Herausforderungen des intrazellulären Transports zu veranschaulichen.

## Veröffentlichungen (Auswahl)
- Sheng M, Hoogenraad CC: The postsynaptic architecture of excitatory synapses: a more quantitative view. In: Annu Rev Biochem. 76. Jahrgang, 2007, S. 823–47, doi:10.1146/annurev.biochem.76.060805.160029, PMID 17243894 (englisch, nih.gov).
- Hoogenraad CC, Milstein AD, Ethell IM, Henkemeyer M, Sheng M: GRIP1 controls dendrite morphogenesis by regulating EphB receptor trafficking. In: Nat Neurosci. 8. Jahrgang, Nr. 7, 2005, S. 906–15, doi:10.1038/nn1487, PMID 15965473 (englisch, nih.gov).
- Hoogenraad CC, Popa I, Futai K, Martinez-Sanchez E, Wulf PS, van Vlijmen T: Neuron specific Rab4 effector GRASP-1 coordinates membrane specialization and maturation of recycling endosomes. In: PLOS Biol. 8. Jahrgang, Nr. 1, 2010, S. e1000283, doi:10.1371/journal.pbio.1000283, PMID 20098723, PMC 2808209 (freier Volltext) – (englisch).
- Hotulainen P, Hoogenraad CC: Actin in dendritic spines: connecting dynamics to function. In: J Cell Biol. 189. Jahrgang, Nr. 4, 2010, S. 619–29, doi:10.1083/jcb.201003008, PMID 20457765, PMC 2872912 (freier Volltext) – (englisch).
- Tortosa E, Adolfs Y, Fukata M, Pasterkamp RJ, Kapitein LC, Hoogenraad CC: Dynamic Palmitoylation Targets MAP6 to the Axon to Promote Microtubule Stabilization during Neuronal Polarization. In: Neuron. 94. Jahrgang, Nr. 4, 2017, S. 809–825.e7, doi:10.1016/j.neuron.2017.04.042, PMID 28521134 (englisch).
- Lipka J, Kapitein LC, Jaworski J, Hoogenraad CC: Microtubule-binding protein doublecortin-like kinase 1 (DCLK1) guides kinesin-3-mediated cargo transport to dendrites. In: EMBO J. 35. Jahrgang, Nr. 3, 2016, S. 302–18, doi:10.15252/embj.201592929, PMID 26758546, PMC 4741305 (freier Volltext) – (englisch).
- Janssen AFJ, Tas RP, van Bergeijk P, Oost R, Hoogenraad CC, Kapitein LC: Myosin-V Induces Cargo Immobilization and Clustering at the Axon Initial Segment. In: Front Cell Neurosci. 11. Jahrgang, 2017, S. 260, doi:10.3389/fncel.2017.00260, PMID 28894417, PMC 5581344 (freier Volltext) – (englisch).
- Hoogenraad CC, Akhmanova A, Howell SA, Dortland BR, De Zeeuw CI, Willemsen R: Mammalian Golgi-associated Bicaudal-D2 functions in the dynein-dynactin pathway by interacting with these complexes. In: EMBO J. 20. Jahrgang, Nr. 15, 2001, S. 4041–54, doi:10.1093/emboj/20.15.4041, PMID 11483508, PMC 149157 (freier Volltext) – (englisch).
- Stiess M, Maghelli N, Kapitein LC, Gomis-Rüth S, Wilsch-Bräuninger M, Hoogenraad CC: Axon extension occurs independently of centrosomal microtubule nucleation. In: Science. 327. Jahrgang, Nr. 5966, 2010, S. 704–7, doi:10.1126/science.1182179, PMID 20056854, bibcode:2010Sci...327..704S (englisch, nih.gov).
- Kapitein LC, Hoogenraad CC: Building the Neuronal Microtubule Cytoskeleton. In: Neuron 87 (3):492-506. 2015, doi:10.1016/j.neuron.2015.05.046 (englisch, nih.gov).
- Akhmanova A, Hoogenraad CC, Drabek K, Stepanova T, Dortland B, Verkerk T: Clasps are CLIP-115 and -170 associating proteins involved in the regional regulation of microtubule dynamics in motile fibroblasts. In: Cell. 104. Jahrgang, Nr. 6, 2001, S. 923–35, doi:10.1016/s0092-8674(01)00288-4, PMID 11290329 (englisch).
- Stepanova T, Slemmer J, Hoogenraad CC, Lansbergen G, Dortland B, De Zeeuw CI: Visualization of microtubule growth in cultured neurons via the use of EB3-GFP (end-binding protein 3-green fluorescent protein). In: J Neurosci. 23. Jahrgang, Nr. 7, 2003, S. 2655–64, doi:10.1523/JNEUROSCI.23-07-02655.2003, PMID 12684451, PMC 6742099 (freier Volltext) – (englisch).
- van Bergeijk P, Adrian M, Hoogenraad CC, Kapitein LC: Optogenetic control of organelle transport and positioning. In: Nature. 518. Jahrgang, Nr. 7537, 2015, S. 111–114, doi:10.1038/nature14128, PMID 25561173, PMC 5063096 (freier Volltext), bibcode:2015Natur.518..111V (englisch).
- Erez H, Malkinson G, Prager-Khoutorsky M, De Zeeuw CI, Hoogenraad CC, Spira ME: Formation of microtubule-based traps controls the sorting and concentration of vesicles to restricted sites of regenerating neurons after axotomy. In: J Cell Biol. 176. Jahrgang, Nr. 4, 2007, S. 497–507, doi:10.1083/jcb.200607098, PMID 17283182, PMC 2063984 (freier Volltext) – (englisch).
- Kuijpers M, Yu KL, Teuling E, Akhmanova A, Jaarsma D, Hoogenraad CC: The ALS8 protein VAPB interacts with the ER-Golgi recycling protein YIF1A and regulates membrane delivery into dendrites. In: EMBO J. 32. Jahrgang, Nr. 14, 2013, S. 2056–72, doi:10.1038/emboj.2013.131, PMID 23736259, PMC 3715857 (freier Volltext) – (englisch).